# Струков, Константин Фёдорович
Константин Фёдорович Струков — советский хозяйственный и политический деятель.

## Биография
Родился в 1918 году в Тейкове. Член КПСС.
Окончил Ивановский энергетический институт.
В 1941—1946 гг. — инженер, главный инженер кузнечного цеха, старший мастер, начальник смены газогенераторной станции завода имени Дегтярёва.
В 1946—1958 гг. — преподаватель Ковровского железнодорожного техникума, инструктор Ковровского горкома ВКП(б), заместитель директора по учебно-воспитательной работе, директор Ковровского механического техникума.
В 1958—1961 гг. — секретарь, второй секретарь Ковровского горкома КПСС.
В 1961—1971 гг. — первый секретарь Ковровского горкома КПСС.
В 1971—1973 гг. — заместитель директора завода имени Дегтярёва.
В 1973—1978 гг. — директор Ковровского машиностроительного завода «Точмаш».
Делегат XXII съезда КПСС.
Умер в 1989 году в Коврове.

## Награды
- Орден Октябрьской Революции (1971)
- Орден Трудового Красного Знамени (1966)